# Hattstatt
Hattstatt ist eine französische Gemeinde mit 859 Einwohnern (Stand 1. Januar 2022) im Arrondissement Thann-Guebwiller im Département Haut-Rhin in der Region Grand Est (bis 2015 Elsass). Sie ist Mitglied der Communauté de communes Pays de Rouffach, Vignobles et Châteaux, ihre Bewohner nennen sich Hattstattois oder Hattstattoises.

## Geografie
Hattstatt liegt am Fuß der Vogesen, etwa acht Kilometer südwestlich von Colmar. Hattstatt ist eine Gemeinde an der Elsässer Weinstraße, in der Lage Hatschbourg werden Grand Cru-Weine angebaut. Das Gemeindegebiet gehört zum Regionalen Naturpark Ballons des Vosges.

## Geschichte
Eine erste Erwähnung der Siedlung stammt aus dem Jahr 1188. Damals wurde hier eine heute verschwundene Burg erbaut, zur Unterscheidung von Burg Hoh-Hattstatt seit dem 15. Jahrhundert auch Niederhattstatt genannt. Der Name Hattstatt wurde vom Geschlecht einer der dort ansässigen Adelsfamilien abgeleitet. Die Burg Niederhattstatt wurde 1635 durch französische Truppen  zerstört.
Von 1871 bis zum Ende des Ersten Weltkrieges gehörte Hattstatt als Teil des Reichslandes Elsaß-Lothringen zum Deutschen Reich und war dem Kreis Gebweiler im Bezirk Oberelsaß zugeordnet.
1940 wurde die Synagoge von Hattstatt bei einem Bombenangriff zerstört. Unter deutscher Besatzung wurden die noch in Hattstatt lebenden jüdischen Einwohner nach Südfrankreich abgeschoben.

### Bevölkerungsentwicklung
| Jahr      | 1910 | 1962 | 1968 | 1975 | 1982 | 1990 | 1999 | 2007 | 2017 |
| Einwohner | 746  | 612  | 649  | 671  | 691  | 721  | 784  | 839  | 785  |

## Sehenswürdigkeiten
Die Pfarrkirche Sainte-Colombe stammt in ihren frühesten Teilen aus dem 11. Jahrhundert und ist damit eine der ältesten Kirchen des Elsass. Im Lauf der folgenden Jahrhunderte wurden zahlreiche Veränderungen vorgenommen. Die Kirche steht seit 1984 als Monument historique unter Denkmalschutz. Sie enthält zahlreiche Kunstwerke und eine Orgel, die ebenfalls geschützt sind.

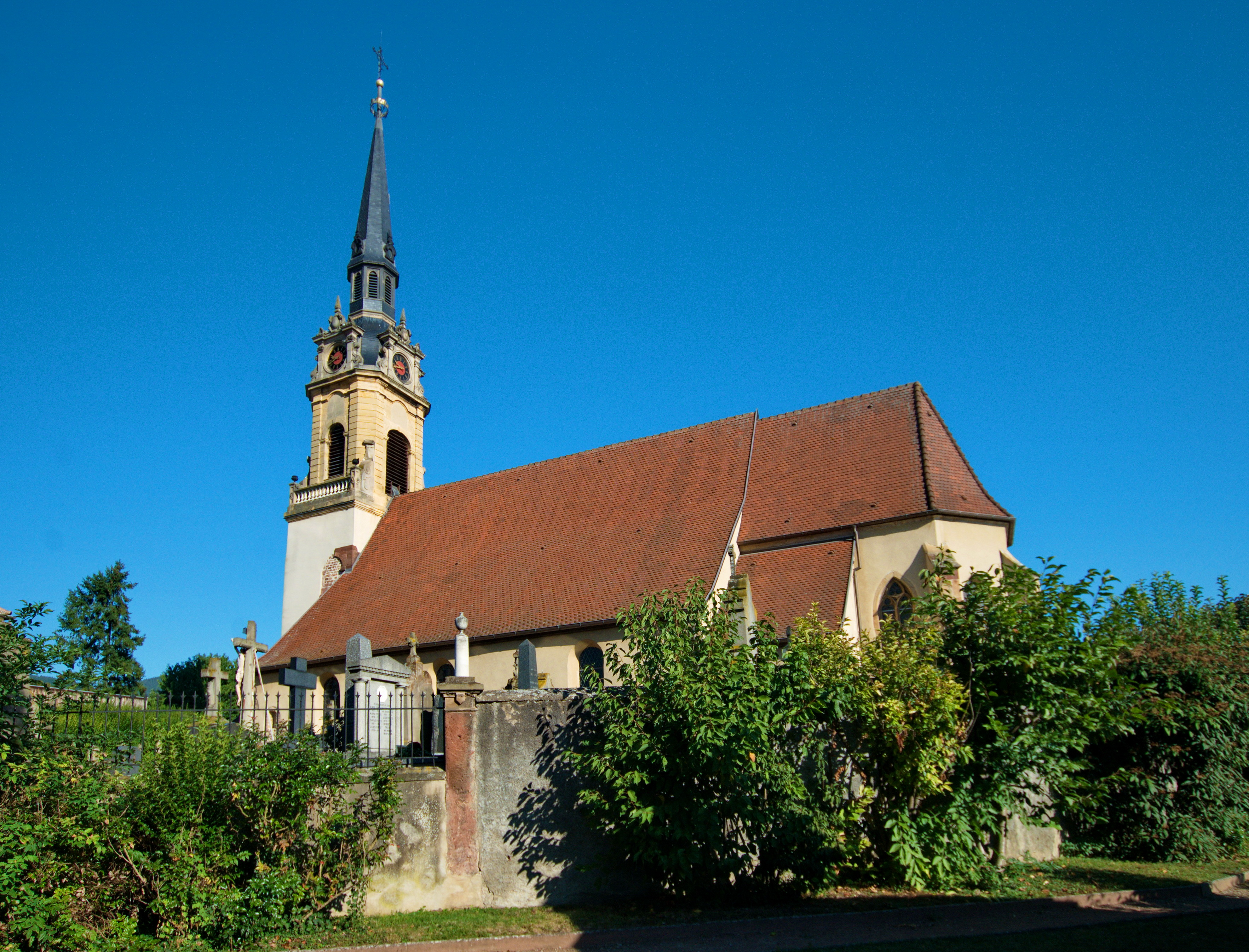
Kirche Sainte-Colombe
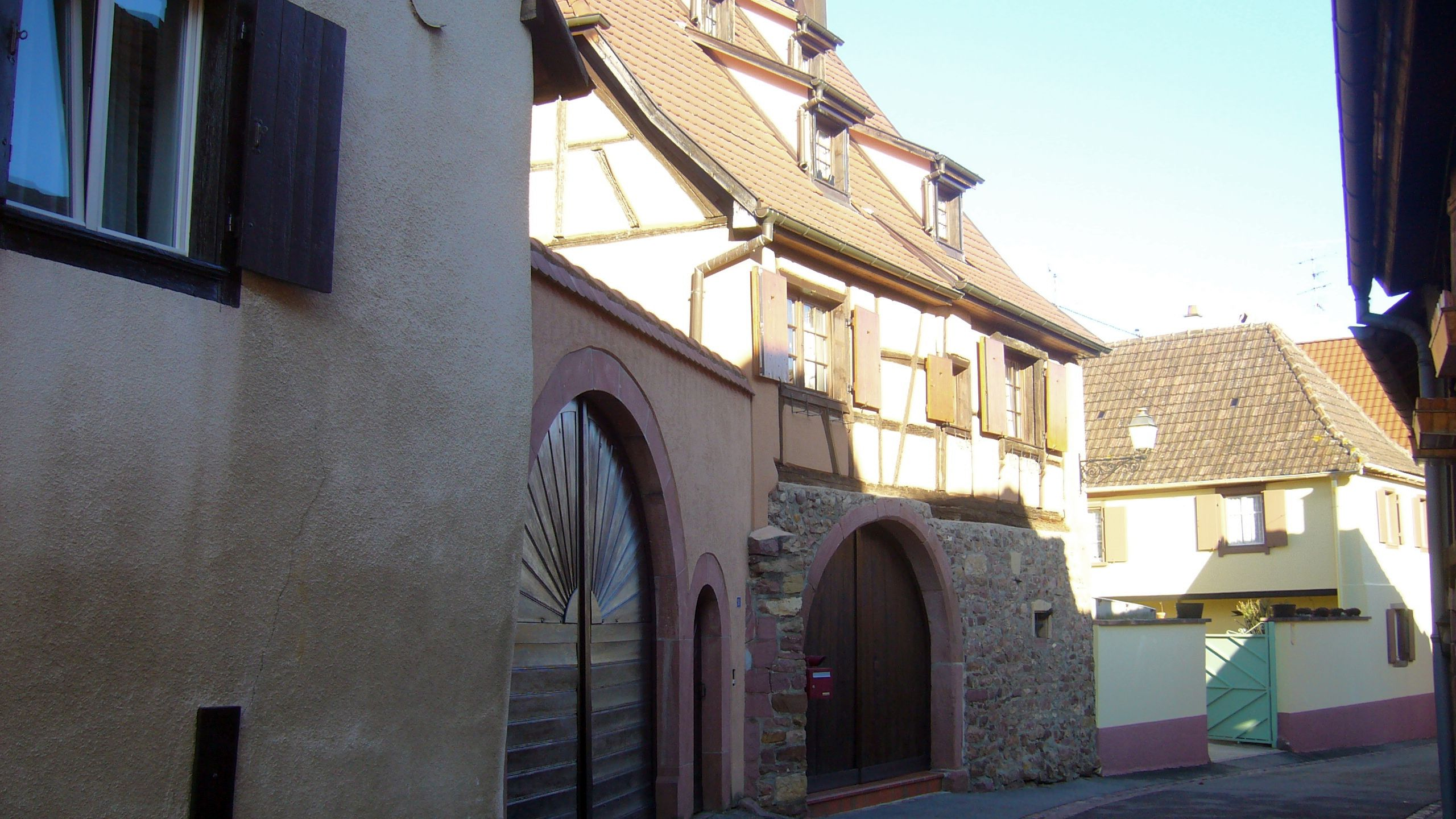
Winzerhaus aus dem Jahre 1703
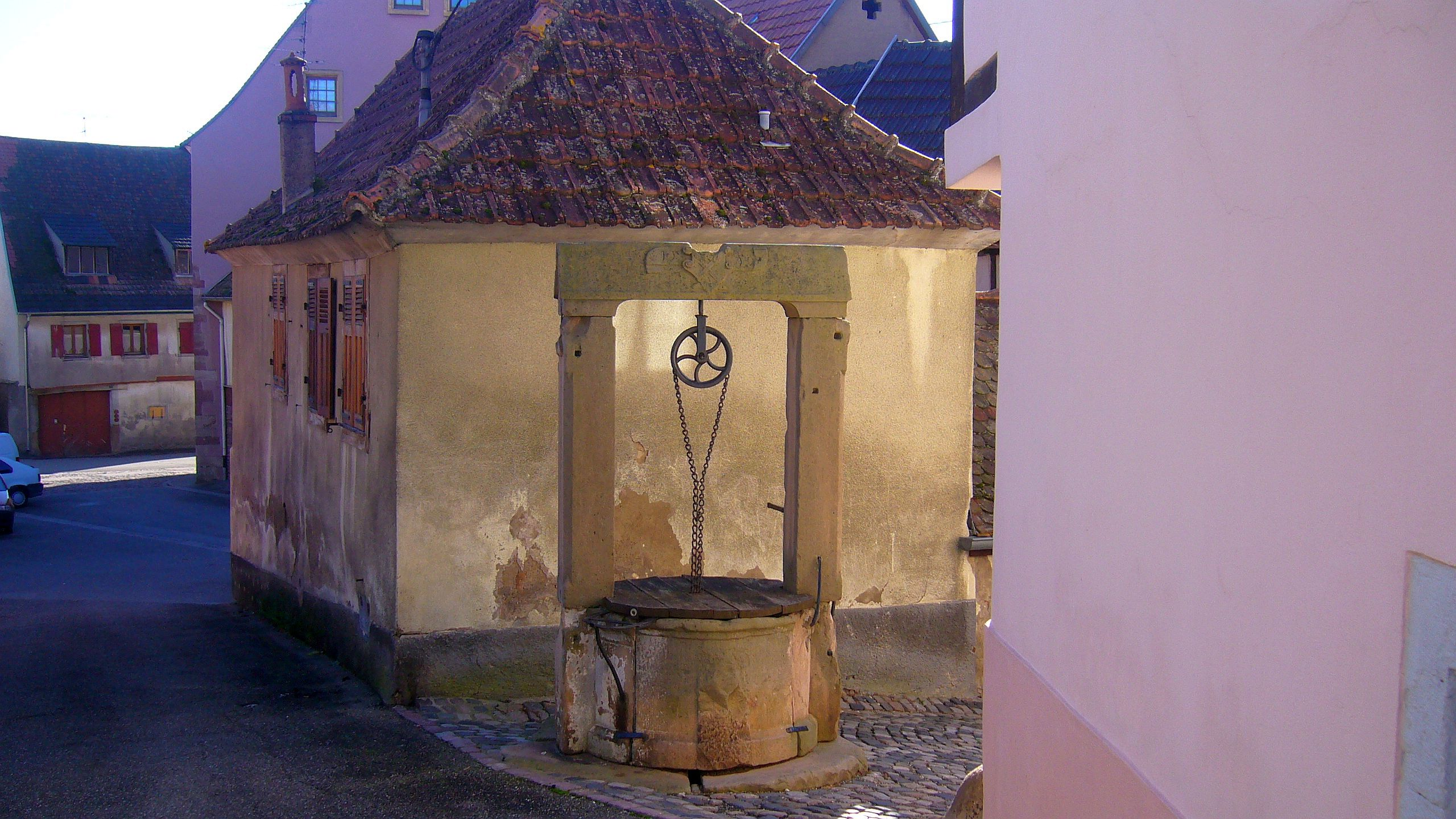
Alter Ziehbrunnen an der rue du Bourgrain
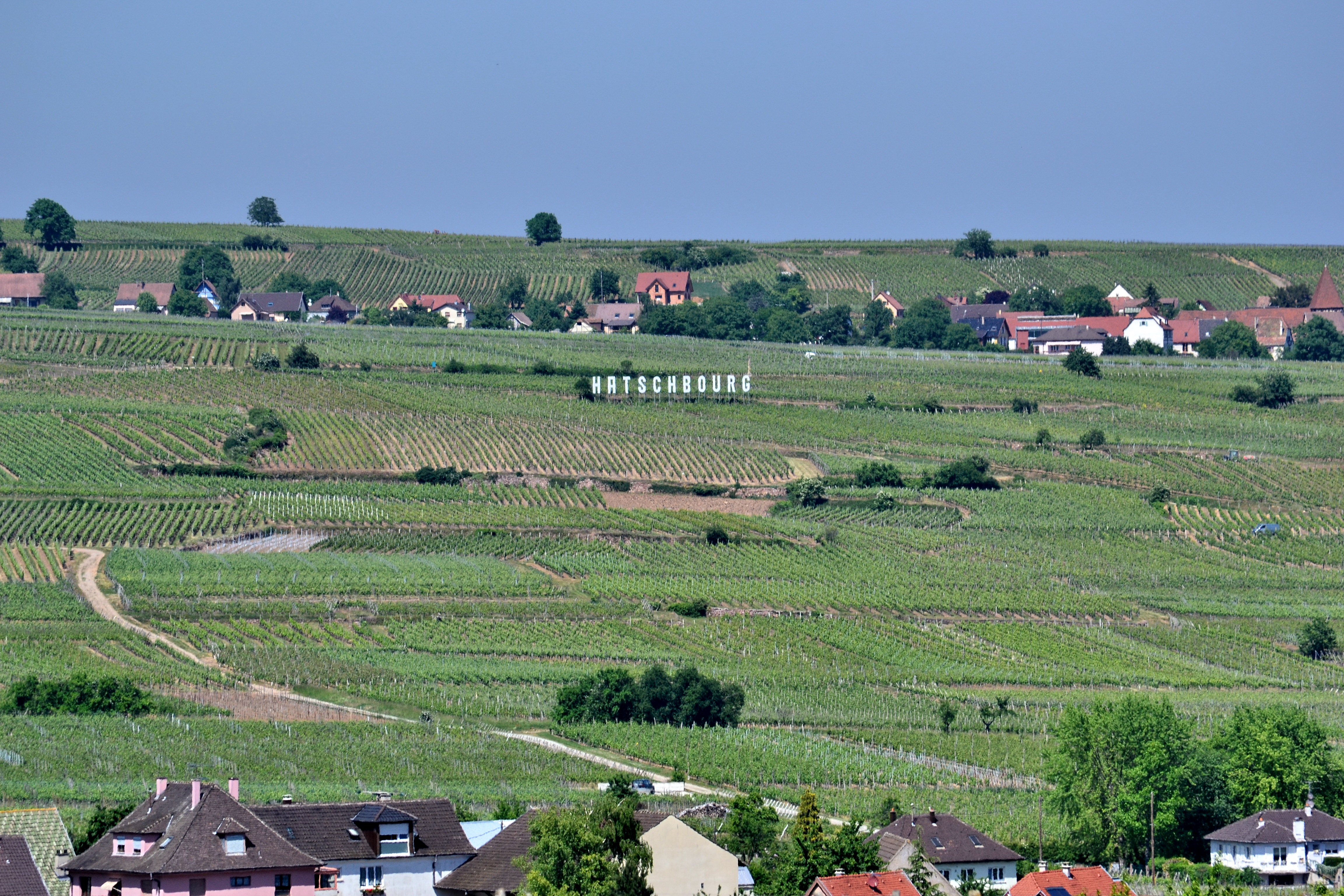
Grand-Cru-Lage Hatschbourg

## Gemeindepartnerschaft
Seit 1985 ist die deutsche Gemeinde Wiggensbach im bayerischen Allgäu Partnergemeinde von Hattstatt.

## Persönlichkeiten
- Moïse Ginsburger (1865–1949), Rabbiner und Historiker
- Salomon Grumbach (1884–1952), Politiker

## Nachweise
1. ↑  Charles-Laurent Salch, Dictionnaire des châteaux de l'alsace médiévale, Strasbourg 1976
2. 1 2  Gemeindeverzeichnis Deutschland 1900 – Kreis Gebweiler
3. ↑  Hattstadt - Herlisheim (Elsass). Aus der Geschichte der jüdischen Gemeinden im deutschen Sprachraum, aufgerufen am 21. Dezember 2024.
4. ↑  Beschreibung des Monument historique auf www.culture.gouv.fr (französisch)
5. ↑  Rat der Gemeinden und Regionen Europas (Memento des Originals vom 26. Oktober 2015 im Internet Archive)  Info: Der Archivlink wurde automatisch eingesetzt und noch nicht geprüft. Bitte prüfe Original- und Archivlink gemäß Anleitung und entferne dann diesen Hinweis.